# ائتلاف دموکراتیک
ائتلاف دموکراتیک (Δημοκρατικός Συναγερμός به یونانی) حزبی سیاسی در قبرس است.
حزب در سال ۱۹۷۶ توسط گلافکوس کلریدس تأسیس شد.
رهبر حزب نیکوس آناستازیادیس است. سازمان جوانان حزب NEDISY است.
در انتخابات مجلس ۲۰۰۶ حزب ۱۲۷ ۷۷۶ رای (۳۰.۳٪, ۱۸ کرسی) دریافت کرد.
در انتخابات ریاست جمهوری ۲۰۰۲ نامزد حزب، گلافکوس کلریدس، به ۱۶۰ ۷۲۴ رای (۳۸.۸٪) دست یافت.
حزب ۲ کرسی در پارلمان اروپا دارد.